# Vesaume
Vesaume fou un vescomtat de l'Agenès, la sort del qual va estar lligada al vescomtat i després comtat de Benaugès o Benauges. El títol vescomtal de Bezaume es va deixar d'usar i va quedar inclòs dins el comtat de Benauges avançat el segle xiv. Bezaume fou una de les senyories del comtat de Benauges que van adquirir el rang de comtat formalment el 1426.